# U-137号潜艇 (1940年)
U-137号（德語：U 137）是纳粹德国战争海军建造的十六艘II-D型近岸潜艇（或称U艇）之一。它由基尔的德意志造船厂承建，于1940年5月18日下水，至同年6月15日交付使用。第二次世界大战期间，该艇曾执行过四次巡逻作战，共计击沉6艘同盟国或中立国商船，累积总吨位为24,136吨。1945年5月5日，U-137号在威廉港自沉，残骸其后被打捞上岸拆解报废。

## 设计
II级潜艇是从一战中德意志帝国海军的UB级和UF级近岸潜艇发展而来。其外观尺寸小，造价便宜且易于生产，在很短时间内便能造好。这款艇具在设计上吸收了为芬兰海军定制的欧洲水鼬号的优点，是非常出色的训练艇。但由于它们体积较小，在海面上容易剧烈颠簸，因此也被德国人戏称为“独木舟”（Einbaum）。尽管如此，一些II级艇在训练任务与战斗行动中表现相当出色，许多II级艇的衍生型号也相继被建造出来。
U-137号是一款用于近岸水域作战的II-D型单壳体潜艇。与前型相比，它的司令塔更大、塔后部增加了高射炮发射平台，艇身外部壳体两侧还设计了醒目的鞍状水箱。鞍状水箱除了能利用在压载水舱和燃料箱中以提高活动半径之外，对于潜艇在暴风雨天气中的航行也有好处。艇只的全长43.97米、舷宽4.92米、高8.4米，并有3.93米的吃水深度，水上和水下排水量则分别增加至314吨和364吨。II-D型艇采用两台曼海姆发动机厂（MWM）生产的六缸四冲程350匹公制馬力（260千瓦特）柴油机用于水面运行，以及两台各配备36个AFA蓄电池组的205匹公制馬力（150千瓦特）西门子-舒克特（SSW）电动发电机用于水下航行；水面最高航速12.7節（23.5每小時），水下7.4節（13.7每小時）；能够在水面以8節（15每小時）航速续航5,650海里（10,460），或以4節（7.4每小時）连续在水下航行56海里（104）而无需充电。它采用双轴和两副直径为0.85米的螺旋桨，具备在80－150米的深度运行的能力，紧急下潜需时30秒。
武器装备方面，U-137号在艇艏内置有三具管径为533毫米的鱼雷发射管，呈倒三角形布置，其中左舷一具、右舷一具、底部的中线上还有一具；它们合共配备5枚G7型鱼雷，或可携带最多12枚TMA水雷。此外，该艇还搭载有一门20毫米30式高射炮作为甲板炮。其标准船员编制为3名军官及22名水兵。

## 历史
1939年9月25日，海军造舰局正式将十六艘II-D型潜艇（U-137至U-152号）的建造合同发包予基尔的德意志造船厂。其中U-137号于1939年11月16日开始铺设龙骨，1940年5月18日下水，至同年6月15日在前U-14号艇长、海军中尉赫伯特·沃尔法特的指挥下交付使用。完成海试后，该艇成为驻基尔的第1潜艇区舰队的一份子，先后司职训练艇和前线艇。同年底退出前线任务后，U-137号从1940年12月20日开始以教学艇身份换编至驻戈滕哈芬的第22潜艇区舰队。随着苏联红军于1945年初发动东波美拉尼亚攻势，德国人被迫放弃戈滕哈芬基地，该艇遂跟随区舰队自1945年2月起移驻威廉港。根据长期生效的“彩虹命令”，U-137号于同年5月5日与另外二十二艘德国U艇在威廉港四号入口的西侧掩体、即所谓的“雷德尔船闸”（Raederschleuse，53°31′N 08°09′E / 53.517°N 8.150°E）内自行凿沉——尽管该命令在一天前便由海军元帅卡尔·邓尼茨撤销。战后，它们于1945年10月10日至25日期间被英国人集中以炸药炸毁，艇只残骸继而被打捞上岸并拆解报废。
第二次世界大战期间，U-137号完成了四次巡逻，共计击沉同盟国或中立国的6艘商船，累积总吨位为24,136吨；另击伤2艘英国舰船，累计总吨位为15,469吨。

### 作战巡逻
1940年9月14日，沃尔法特率U-137号从基尔出发执行首次巡逻，首先穿过波罗的海抵达挪威的克里斯蒂安桑进行护航轮替。 三天后，该艇进步抵达斯塔万格接受一项关于无线电监听的特殊任务，并因此留在当地待命。当任务被取消后，它于9月20日离开斯塔万格，前往北大西洋、北海海峡和罗科尔岛礁游弋。在此期间，沃尔法特于9月26日00:50左右在马林角以西向OB-218号护航船队发射了三枚鱼雷，击沉了6,042总吨的英国货轮曼彻斯特旅号（Manchester Brigade）并击伤了4,917总吨的阿散蒂安号（Ashantian），造成大量人员伤亡。大约半小时后，浮出水面的U-137号又在布拉迪角西南偏西约85海里（157）处向同一支护航船队的的英国油轮斯特拉特福德号（Stratford，4,753总吨）发射一枚鱼雷。鱼雷击中了油轮的艉部，引发巨大的爆炸并最终沉没。经过九天的航行，U-137号于9月29日抵达德占法国的洛里昂。
第二次巡逻于10月9日离开洛里昂，前往北大西洋和北海海峡活动。经过为期八天、水面行程1,800海里（3,300）、水下行程15海里（28）的航行后，U-137号共击伤1艘万吨级辅助军舰，于10月17日返抵洛里昂。受害者是注册吨位为10,552吨的英国武装商船巡洋舰柴郡号，它于10月14日21:28在爱尔兰岛西北部海域被沃尔法特发射的一枚鱼雷击中，但仍可维持漂浮。该舰先是被拖到贝尔法斯特湾搁滩，后来被送往利物浦进行维修。
在第三次巡逻中，U-137号于11月3日从洛里昂出发，前往北大西洋和北海海峡以西游弋。返程则途经卑尔根、布伦斯比特尔和伦茨堡，于11月27日抵达基尔。经过二十四天、水面行程2,900海里（5,400）、水下行程256海里（474）的航行，该艇取得最为丰硕的战果，共击沉4艘商船，累计13,341总吨。首先是11月13日21:08，OB-240号护航船队中一艘掉队的无护航英国货船圣安德鲁角号（Cape St. Andrew，5,094总吨）在阿伦岛西北偏西方向被沃尔法特发射的鱼雷击中。尽管有救援拖船为其实施拖挂，但该船还是在当天沉没。11月16日20:15，SLS-53号护航船队的英国货轮播种者号（Planter，5,887总吨）又在布拉迪角西北偏北约30海里（56）处被U-137号的鱼雷击沉，导致13名船员罹难。一天后的17:30，U-137号在托里岛西北偏北方向发现HG-46号护航船队的两艘货船，遂分别朝对方发射了一枚鱼雷。其中英国籍的圣日耳曼号（Saint Germain，1,044总吨）于20:14被击中船艏，向左舷倾斜，并在船员弃船后一直维持漂浮，延至翌日沉没；瑞典籍的维罗妮卡号（Veronica，1,316总吨）则于20:40被鱼雷击中左舷的2号货舱后部，半分钟后在托里岛西约36海里（67）处沉没，造成17名船员丧生。
海军中尉汉斯-费迪南德·马斯曼于1940年12月15日接替沃尔法特担任艇长，他指挥了U-137号的第四次、即最后一次作战巡逻。在1941年6月21日从卑尔根出发这次巡逻仅历时十四天便返港，未能取得任何战功。U艇总司令部在巡逻日志中指出：“U-137号已开始返航。它仍然保留着所有鱼雷，作战区域内没有航运。这次返航还为时过早。令人惊讶的是，该艇在海上才航行了14天。指挥官将被问责。”

## 袭击历史摘要
| 日期           | 船名         | 船籍         | 吨位   | 结局 |
| -------------- | ------------ | ------------ | ------ | ---- |
| 1940年9月26日  | 阿散蒂安号   | 英国         | 4,917  | 击伤 |
| 1940年9月26日  | 曼彻斯特旅号 | 英国         | 6,042  | 击沉 |
| 1940年9月26日  | 斯特拉福德号 | 英国         | 4,753  | 击沉 |
| 1940年10月14日 | 柴郡号       | 英國皇家海軍 | 10,552 | 击伤 |
| 1940年11月13日 | 圣安德鲁角号 | 英国         | 5,094  | 击沉 |
| 1940年11月16日 | 播种者号     | 英国         | 5,887  | 击沉 |
| 1940年11月17日 | 圣日耳曼号   | 英国         | 1,044  | 击沉 |
| 1940年11月17日 | 维罗妮卡号   | 瑞典         | 1,316  | 击沉 |